# 2004년 삼성 라이온즈 시즌
2004년 삼성 라이온즈 시즌은 삼성 라이온즈가 KBO 리그에 참가한 23번째 시즌이다. 김응용 감독이 팀을 이끈 마지막 시즌이며, 진갑용이 주장을 맡았다. 팀은 8팀 중 정규시즌 2위에 오르며 4년 연속으로 포스트시즌에 진출했다. 이후 플레이오프에서 두산 베어스를 3승 1패로 꺾고 한국시리즈에 진출했으나 한국시리즈에서 현대 유니콘스를 상대로 9차전까지 가는 혈투 끝에 3승 2무 4패로 져 준우승을 기록했는데 브리또가 팀을 떠나면서  공수 겸비 유격수 부재에 시달린 것이 컸다.
한편, 임창용과 보직을 변경하여 마무리에서 선발로 바꾼 노장진이 4월 8일  새벽까지 팀 동료 고지행과 술을 마신 후 광주의 선수단 숙소로 돌아오다가 김응용 감독에게 발각됐고 이 과정에서 노장진이 그대로 짐을 싸며 숙소를 떠났고 이로 인해 노장진의 무단이탈이 언론에 알려졌다.
그럼에도 노장진은 복귀하지 않았고 구단에서 임의탈퇴 카드까지 꺼내들자  무단이탈 3일 뒤인 4월 11일 팀에 복귀했다.
이로 인해 노장진은 7월 12일 트레이드됐고 고지행은 시즌 후 방출됐으며 이승엽 마해영이 빠진 타선의 공백을 메꾸기 위해 영입한 용병 좌타자 오리어리는 시범경기에서부터 훈련에 참여하지 않는 등 불성실한 태도로 일관하여 시즌 도중 퇴출당했고 오리어리의 대체자로 들어 온 로페즈도 무릎부상 탓인지 타율 0.162 8타점 3홈런에 그쳐 시즌 뒤 미국으로 돌아갔다.

## 코치
- 선동열, 한대화, 박흥식, 류중일, 이선희, 전종화

## 타이틀
- KBO MVP: 배영수
- KBO 골든글러브: 배영수 (투수), 양준혁 (1루수), 박종호 (2루수), 박진만 (유격수), 김한수 (3루수), 박한이 (외야수)
- KBO 골든포토상: 배영수
- 일구상 우수투수상: 권오준
- 제일화재 프로야구대상 대상: 배영수
- 제일화재 프로야구대상 공로상: 김응용
- 제일화재 프로야구대상 신인상: 권오준
- 마이데일리 선정 역대 FA 몸값 총액별 포지션 베스트: 박종호 (2루수)
- 한국갤럽 선정 한국인이 좋아하는 스포츠스타 10위: 선동열
- 한국갤럽 선정 한국인이 가장 좋아하는 국내 프로야구팀: 삼성 라이온즈
- 플레이오프 MVP: 로페즈
- 올스타 선발: 양준혁 (1루수), 박종호 (2루수), 박한이 (외야수)
- 올스타전 추천선수: 배영수, 임창용, 진갑용
- 컴투스프로야구 삼성 라이온즈 베스트 라인업: 배영수 (선발투수), 권오준 (중계투수), 박한이 (중견수)
- 컴투스프로야구2022 타이틀홀더 라인업: 배영수 (선발투수), 권오준 (구원투수)
- 컴투스프로야구 내일은 MVP 라인업: 배영수 (선발투수)
- 컴투스프로야구 00년대 올스타: 배영수 (선발투수)
- 출장(타자): 양준혁, 김한수 (133)
- 출장(야수): 김한수 (133)
- 선발 출전(야수): 김한수 (133)
- 타수: 박종호 (514)
- 사구: 김한수 (20)
- 마무리등판: 임창용 (56)
- 완투: 배영수 (4)
- 완봉: 배영수 (2)
- 다승: 배영수 (17)(16선발승으로 피어리와 선발승 공동 3위)
- 승률: 배영수 (0.895)
- 세이브: 임창용 (36)
- 멀티히트: 박한이 (50)
- BB/K: 양준혁 (1.68)
- 이닝 당 출루허용률: 권오준 (1.10)
- 터프세이브: 임창용 (5)
- 수비이닝: 김한수 (1158.1)
- 야구인 골프대회 우승: 선동열

### 퓨처스리그
- 남부리그 출장(타자): 이장희 (71)
- 남부리그 타율: 박석민 (0.345)
- 남부리그 출루율: 박석민 (0.425)
- 장타율: 박석민 (0.560)
- OPS: 박석민 (0.985)
- 남부리그 안타: 박석민 (69)
- 2루타: 박석민 (23)
- 3루타: 이태호 (8)
- 홈런: 곽용섭 (13)
- 남부리그 타점: 곽용섭 (40)
- 남부리그 4사구: 이장희 (34)
- 남부리그 다승: 김문수 (8)
- 세이브: 안지만 (10)
- 남부리그 상대한 타자 수: 임동규 (385)
- 남부리그 탈삼진: 안지만 (63)

## 선수단
- 선발투수: 배영수, 호지스, 김진웅, 전병호
- 구원투수: 권오준, 정현욱, 박석진, 오상민, 권혁, 지승민, 윤성환, 김문수, 강영식, 김현욱, 노장진, 안지만
- 마무리투수: 임창용, 김덕윤
- 포수: 진갑용, 현재윤, 이정식, 김영복
- 1루수: 양준혁, 김승관
- 2루수: 박종호, 박정환
- 유격수: 조동찬, 강명구, 김재걸
- 3루수: 김한수
- 좌익수: 김종훈, 이태호, 신동주, 최익성
- 중견수: 박한이
- 우익수: 강동우
- 지명타자: 오리어리, 김대익, 곽용섭, 고지행, 최형우, 박석민, 로페즈

## 특이 사항
- 이승엽은 FA 자격으로 지바 롯데 마린스로 이적하여 KBO 리그 사상 최초로 FA를 통해 해외로 이적한 선수가 되었다.
- 호지수는 이 시즌 KBO 리그 역대 단일 시즌 현대 유니콘스 상대 최다 사구 허용(6) 기록을 세웠다.
- 고지행은 KBO 리그의 외국인 선수 제도로 입단하지 않은 용병 타자 중 단일 시즌 최소 출전 기록을 세웠다.
- 당시 오후 10시 30분을 넘기면 9회 이상의 이닝을 치를 수 없다는 이른바 4시간 제한 규정 때문에 무승부가 유난히 많이 나왔다. 결국 이 규정은 이듬해부터는 사라졌다.
- 로페즈는 플레이오프 MVP로 선정되어 KBO 플레이오프 사상 최초의 외국인 MVP가 되었다.
- 한국시리즈 4차전 당시 선발 배영수는 8회 2아웃까지 출루를 전혀 허용하지 않으며 퍼펙트 행진을 이어갔으나 박진만에게 볼넷을 내주며 퍼펙트가 깨졌다. 그래도 10회까지 단 한 명의 타자에게도 안타를 허용하지 않으며 무실점으로 막았으나 11회에 나온 권오준이 안타를 허용하며 노히트 노런도 무산되었다. 해당 경기는 결국 0대 0 무승부로 끝났다.
- 한국시리즈 9차전 때는 엄청난 폭우가 내렸으나, 이미 잦은 무승부로 인해 일정이 많이 연기된 상황이었던지라 경기를 강행했다.
- 조동찬은 포스트시즌에서 3루타 2개를 쳐 KBO 리그 역대 단일 포스트시즌 최다 3루타 기록을 세웠다.
- 김진웅은 포스트시즌에 총 5번 선발 등판하여 KBO 리그 역대 단일 포스트시즌 최다 선발 등판 기록을 세웠다.
- 이 시즌은 김응용 감독이 감독으로서 포스트시즌에 진출한 마지막 시즌이다. 이에 따라 김응용 감독은 감독 통산 포스트시즌에 16번 진출하여 92경기 55승 5무를 기록하여 KBO 리그 역대 감독들 중 포스트시즌 최다 진출, 최다승, 최다무 기록을 세웠다.